# Ford Center for the Performing Arts Oriental Theatre
Ford Center for the Performing Arts Oriental Theatre – teatr w Chicago, którego widownia teatru jest położona przy 24 West Randolph Street, a część biurowa przy 32 West Randolph Street w części biznesowej centrum Chicago (Chicago Loop). Jego właścicielem jest Nederlander Organization, a zarządzany jest przez jej spółkę zależną Broadway In Chicago. Od 1978 roku znajduje się w National Register of Historic Places

## Historia
Bogato zdobiony kinoteatr (movie palace) Oriental Theatre otwarto w 1926 roku. Jak wiele innych tego typu obiektów w latach 20. XX wieku w Chicago, został zaprojektowany przez firmę architektoniczną Rapp and Rapp. Zbudowano go na miejscu dawnego Iroquois Theatre (później znanego pod nazwą Colonial Theatre), w którym 30 grudnia 1903 roku miał miejsce wielki pożar, w wyniku którego zginęły 602 osoby.
W pierwszych latach działalności w teatrze zarówno wyświetlano filmy, jak i przedstawiano wodewile, ale w latach 30. wraz z wielkim kryzysem stał się głównie kinem, chociaż nieregularnie nadal odbywały się w nim przedstawienia i koncerty. W tym czasie w Oriental często występował też Duke Ellington ze swoją orkiestrą.
W październiku 1934 roku na scenie Oriental Theatre pojawiła się nieznana wtedy jeszcze 12-letnia Frances Gumm wraz ze siostrami. Gdy George Jessel zapowiedział je jako The Gumm Sisters, z widowni rozległ się śmiech. Za jego namową siostry zmieniły swoją nazwę na The Garland Sisters, przyjmując nazwisko krytyka literackiego The New York Timesa, Roberta Garlanda. Frances Garland wkrótce potem zmieniła również imię, stając się tym samym znaną piosenkarką i aktorką Judy Garland.
Do lat 60. teatr był istotną częścią chicagowskiej dzielnicy teatrów, ale w latach 70. jego status podupadł wraz z całą dzielnicą. Pod koniec dekady w Oriental Theatre pokazywano niskobudżetowe i kiepskiej jakości filmy (exploitation), ratując się przed bankructwem. Zamknięto go w 1981 roku i przez ponad dziesięć lat obiekt był opuszczony.
W drugiej połowie lat 90. dokonano rewitalizacji dawnej dzielnicy rozrywki. Odnowiono kilka teatrów – wśród nich Oriental Theatre, który otrzymał nową nazwę: The Ford Center for the Performing Arts Oriental Theatre. W 2007 właścicielem teatru został Nederlander Organization.
W Oriental Theatre występowało wiele gwiazd amerykańskiego przemysłu rozrywkowego. Oprócz wyżej wymienionych byli to m.in.: The Three Stooges, Bing Crosby, Al Jolson, Frank Sinatra, Stepin Fetchit, Sophie Tucker, Bob Hope, Eddie Cantor, George Burns i Gracie Allen, Cab Calloway, Ella Fitzgerald, Fanny Brice, Danny Kaye, Billie Holiday oraz Alice Faye.

## Architektura

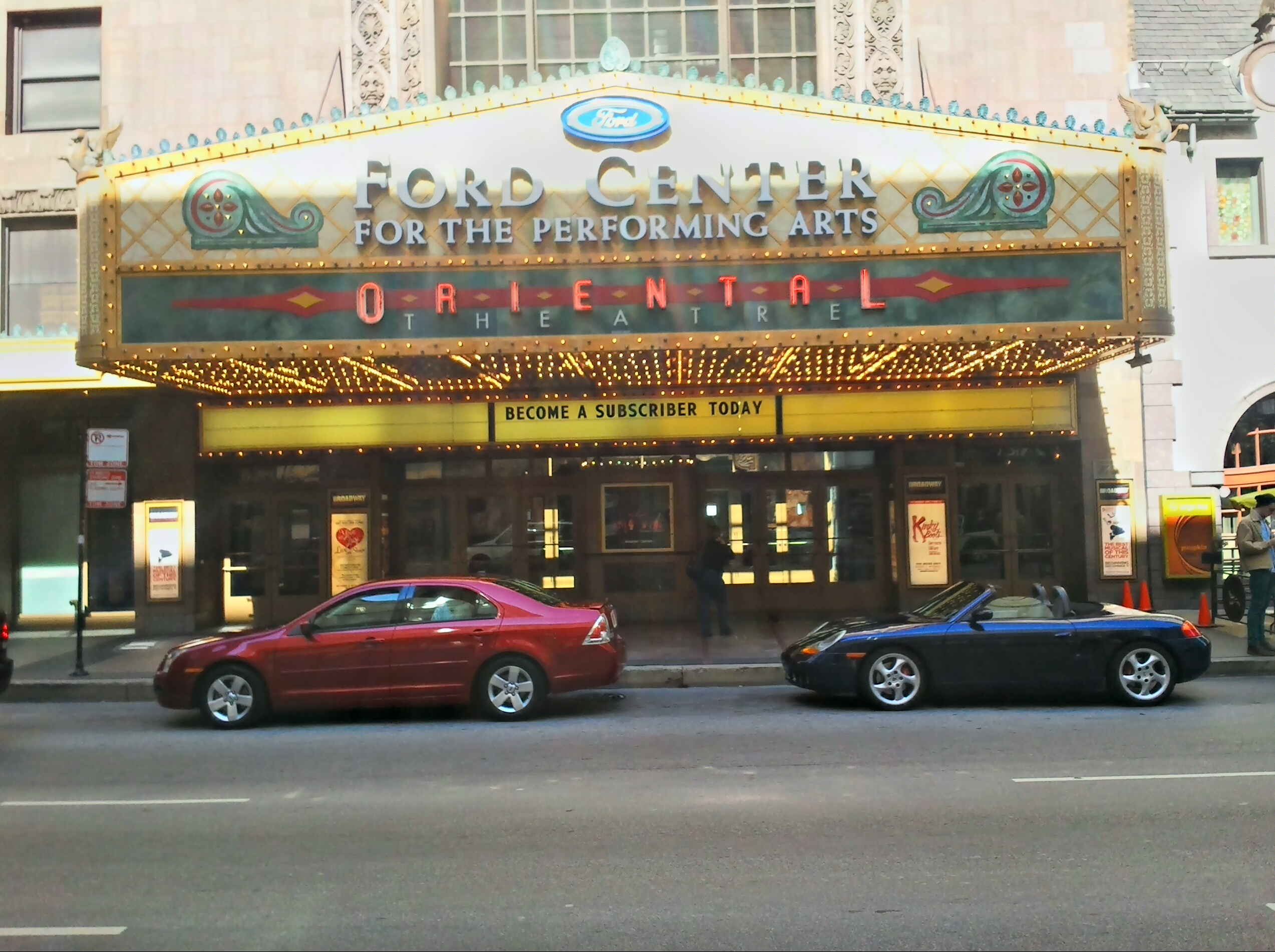
Markiza nad wejściem do teatru

Budynek teatru został zaprojektowany przez George’a i Corneliusa Rappa, którzy stworzyli również Palace Theatre i Chicago Theatre. Wystrój Oriental Theatre został zainspirowany architekturą Indii. Teatr na 3250 miejsc był zarządzany przez firmę Balaban and Katz, która kontrolowała największą sieć teatrów w Chicago.
26 września 1978 roku budynek teatru wpisano do amerykańskiego Narodowego Rejestru Miejsc Historycznych.

### Restauracja
Pod koniec lat 90. XX wieku Oriental Theatre został gruntownie odnowiony i otwarty ponownie 18 października 1998 roku ze zmniejszoną widownią, na której może obecnie zasiąść 2253 widzów. Obecnie teatr gości produkcje, które poprzednio były wystawiane w teatrach broadwayowskich. Od 1997 roku jego pełna nazwa brzmi: The Ford Center for the Performing Arts Oriental Theatre, chociaż dla lokalnych mieszkańców nadal pozostaje znany jako Oriental Theatre.

## Produkcje
W 1998 roku teatr otwarto ponownie, wystawiając chicagowską premierę musicalu Ragtime. Od czerwca 2005 roku do stycznia 2009 roku w Oriental Theatre wystawiano musical Wicked, który stał się najbardziej popularną produkcją teatralną w historii Chicago. Swoim powodzeniem Wicked przeszedł najśmielsze oczekiwania producentów. Jak wspomniał jeden z nich, David Stone: „Myśleliśmy, że będziemy w Chicago przez 18 miesięcy, a potem planowaliśmy spędzić rok w Los Angeles i 6 miesięcy w San Francisco, ale sprzedaż biletów wciąż była dobra, więc postanowiliśmy zostać w Chicago”. 25 stycznia 2009 roku miał miejsce ostatni spektakl Wicked. Łącznie w Oriental wystawiono go 1500 razy. Produkcję obejrzało ponad 2 miliony widzów, zarobiła ona ponad 200 milionów dolarów. Od 18 marca 2010 do 24 października 2010 roku w Oriental Theatre wystawiano musical Billy Elliot.